# Żyłynci (przystanek kolejowy)
Żyłynci (ukr. Жилинці) – przystanek kolejowy w miejscowości Zieleńce, w rejonie szepetowskim, w obwodzie chmielnickim, na Ukrainie. Położony jest na linii Szepetówka – Tarnopol.
W okresie międzywojennym istniała tu mijanka.